# Olivier Galfione
Olivier Galfione est un acteur français, né à Paris le 20 mars 1967. Il est le frère de Jean Galfione.
Il a notamment joué dans la série La Philo selon Philippe ou encore Studio Sud.

## Filmographie
- 1995 : Jefferson à Paris : Chevalier de Saint-Colombe
- 1995 - 1996 : La Philo selon Philippe (Série TV) : Gérard Caldero, professeur de mathématiques (98 épisodes)
- 1996 : Studio Sud (Série TV)
- 1996 : Surviving Picasso : Prêtre
- 1997 : Mauvais Genre : Visiteur d'appartement
- 1998 : Vive Elle : Olivier
- 2001 : Haute fidélité (court-métrage) de Brice Cauvin
- 2001 : Callas Forever : Thierry
- 2003 : Le paravent : Le Passant
- 2003 : The Metro Chase (TV) : Paul DeVilliers
- 2004 : Pédale dure : Le pyjamiste
- 2009 : Fais-moi plaisir ! : Thomas
- 2010 : Le dernier week-end
- 2012 : Le Jour où tout a basculé : Patrick (Mon fils cache sa double vie)
- 2014 : Les mystères de l'amour (saison 6)
- 2016 : L'Odyssée : Frédéric Dumas